# Dag Hammarskjöldmedaille
De Dag Hammarskjöldmedaille is een onderscheiding van de Verenigde Naties (VN) die postuum wordt toegekend aan militairen, politiepersoneel en burgers die het leven lieten terwijl ze werkten voor een vredesoperatie van de VN.
De prijs is vernoemd naar Dag Hammarskjöld, de tweede secretaris-generaal van de Verenigde Naties, die om het leven kwam door een vliegtuigongeluk tijdens een vredesmissie in 1961.
De medaille werd op 22 juli 1997 door middel van Veiligheidsraad-resolutie 1121 in het leven geroepen en de eerste drie medailles werden op 6 oktober 1998 toegekend aan Dag Hammarskjöld, René de Labarrière en Folke Bernadotte. In 2001 onderscheidde de VN tientallen mensen die tussen 1948 en 2001 om het leven kwamen tijdens vredesmissies. Sindsdien wordt de onderscheiding jaarlijks op 29 mei tijdens de Internationale Dag van VN-vredesmacht toegekend.

## Niet te verwarren met
De Dag-Hammarskjöld-Eremedaille: Dit is een door een Duitse particuliere stichting genaamd  Deutsche Gesellschaft für die Vereinten Nationen e.V. (DGVN) op onregelmatige tijdstippen toegekende onderscheiding voor mensen, die met hulp van de Verenigde Naties helpen, wereldproblemen op te lossen. Een belangrijk persoon, die hiermee onderscheiden werd, is Kofi Annan (2009). De medaille geldt in Duitsland als bijna even belangrijk als de Nobelprijs voor de Vrede.